# Присторань (Светлогорский район)
Присторань (бел. Прыстарань) — деревня в Боровиковском сельсовете Светлогорского района Гомельской области Республики Беларусь.

## География

### Расположение
В 18 км на юг от Светлогорска, 19 км от железнодорожной станции Светлогорск-на-Березине (на линии Жлобин — Калинковичи), 122 км от Гомеля.

### Гидрография
На западе и севере мелиоративные каналы, соединённые с каналом Пожихарский.

## Транспортная сеть
Транспортные связи по просёлочной, затем автомобильной дороге Мармовичи — Речица. Планировка состоит из прямолинейной меридиональной улицы, к которой на севере присоединяется редко застроенная короткая улица. Застройка деревянная, усадебного типа.

## История
Основана в начале XX века переселенцами из соседних деревень. Наиболее активная застройка приходится на 1920-е годы. В 1930 году жители вступили в колхоз. Во время Великой Отечественной войны в июне 1942 года оккупанты полностью сожгли деревню.

## Население

### Численность
- 2004 год — 43 хозяйства, 67 жителей

### Динамика
- 1940 год — 61 двор, 254 жителя
- 1959 год — 279 жителей (согласно переписи)
- 2004 год — 43 хозяйства, 67 жителей